# Shara Gillow
Shara Gillow (nascida em 23 de dezembro de 1987) é uma ciclista australiana. Ela representou seu país em duas provas: estrada e contrarrelógio nos Jogos Olímpicos de Londres 2012.
Filha do ex-ciclista zimbabwano David Gillow, que competiu nos Jogos Olímpicos de Verão de 1980.

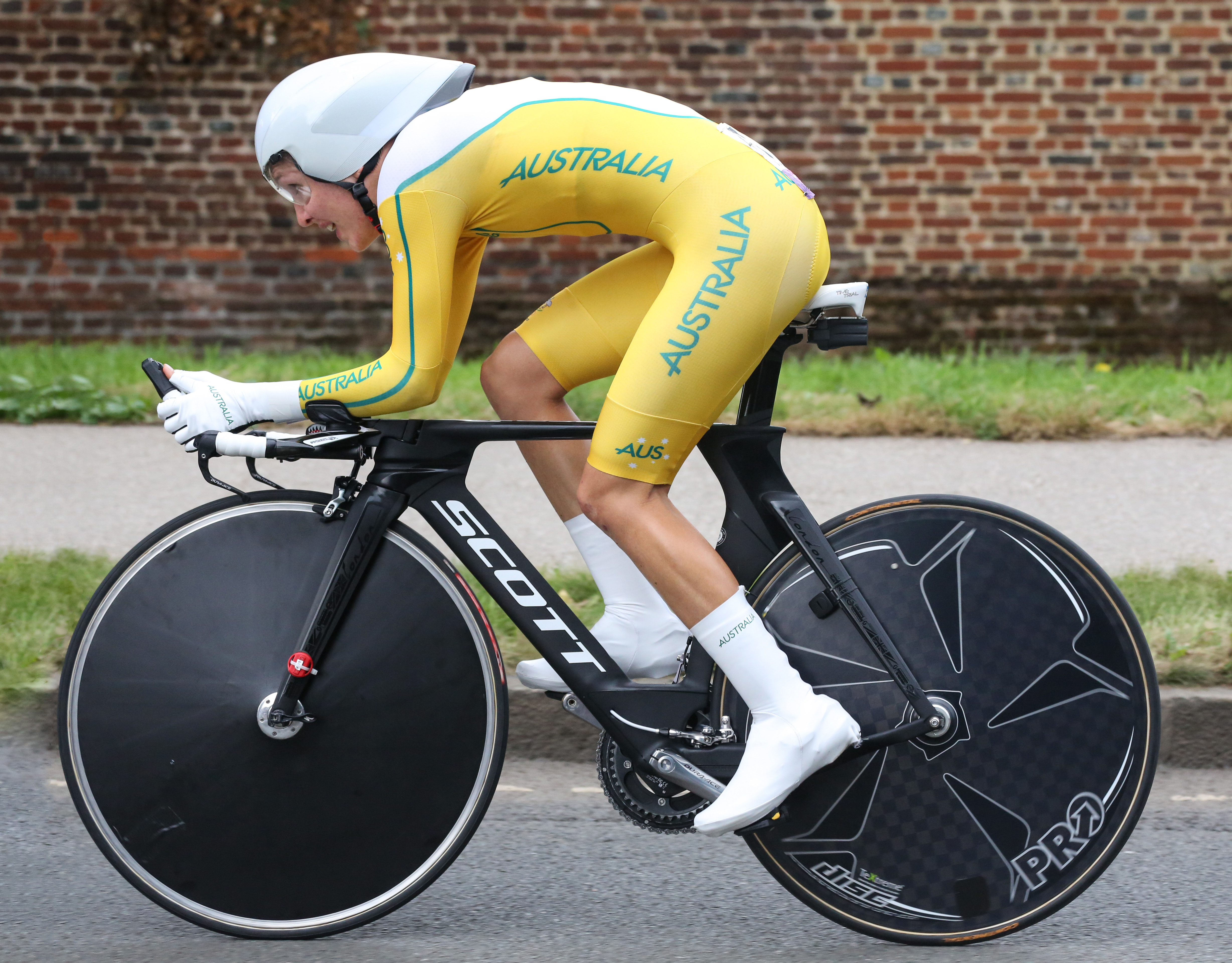
Shara Gillow competindo na prova de estrada contrarrelógio nos Jogos de Londres 2012.